# Perea
La Perea è una regione storica della Palestina. Il suo nome deriva dalla lingua greca, e significa «[la terra] al di là», in quanto essa si trovava al di là del fiume Giordano. La regione si estendeva da Pella esclusa a nord a Macheronte inclusa a sud, e dal Giordano a ovest a Gerasa esclusa a est.

## Storia
La Perea faceva parte del regno di Erode il Grande (37 a.C.-4 a.C.); alla sua morte fu ereditata, insieme alla Galilea, da suo figlio Erode Antipa. Venne governata in seguito anche da Erode Agrippa I, ma quando morì, l'imperatore Claudio la aggregò alla Giudea e l'affidò al Procurator Augusti, Cuspio Fado (dal 44 al 46).
In seguito alla sconfitta del governatore di Siria, Gaio Cestio Gallo (nel 66), tornò libera, ma per poco, nel maggio del 68, Vespasiano, dopo aver fatto riposare le sue legioni, conquistò tutta la Perea e pose il suo comando a Cesarea marittima.

## Territorio
Al tempo dell'imperatore romano, Nerone, era una terra assai desertica e dirupata, troppo selvaggia per produrre frutti domestici. Tuttavia le parti meno aspre, generano frutti di ogni tipo, mentre le pianure sono ricche di numerosi tipi di alberi, tra cui soprattutto l'ulivo, la vite e le palme. Bagnata dai torrenti che scendono dai monti e da fonti perenni, quando i primi rimangono senz'acqua per il troppo caldo.
Si estendeva da sud a nord, da Macherunte a Pella; da est a ovest, da Filadelfia fino al Giordano. Con Pella confina la sua parte settentrionale, con il Giordano la sua parte occidentale; a meridione il suo confine è segnato dalla Moabitide, mentre verso est confina con l'Arabia Nabatea e l'Esebonitide, arrivando fino al territorio di Filadelfia e di Gerasa.